# 4-я македонско-албанская ударная бригада
4-я македонско-албанская ударная бригада (сербохорв. Четврта македонска албанска ударна бригада / Četvrta makedonska albanska udarna brigada, макед. Четвртата македонска албанска ударна бригада, алб. Brigada e Katërt Sulmuese Shqiptare e Maqedonisë), известная также как 4-я шиптарская бригада (сербохорв. Четврта шиптарска бригада / Četvrta šiptarska brigada) — воинское формирование Народно-освободительной армии Югославии, состоявшее из албанских добровольцев.

## История
Бригада образована 26 августа 1944 на горе Караорман, около города Струга. Основой для формирования бригады послужил Албанский партизанский отряд (известный также как Кичевско-Дебарский), а также албанские солдаты из городов Дебар, Струга и Кичево и близлежащих деревень. Изначально насчитывала 450 человек (помимо македонских албанцев службу несли македонцы, турки и черногорцы). Командирами бригады были Нафи Сулеймани и Чедомир Джукич. В состав 48-й Македонской дивизии НОАЮ официально вошла 15 сентября 1945, о чём в деревне Вранештица было осведомлено командование дивизии.
Основным районом действий бригады были окрестности городов Дебар и Струга, где она воевала против несдавшихся немецких частей и албанских коллаборационистов. Боевое крещение приняла 8 октября во время атаки Кичево. В дальнейшем вела бои на линии Туин-Поповляни-Ягол, участвовала в боях за Кяфасан, Радолища и Заграчани. К 20 октября освободила местечки Корошишти, Делогоджи, Татеши и почти все окрестности Струги, разоружив местных баллистов. На линии Элбасан-Струга вела тяжёлые бои против немцев. С 29 октября по 8 ноября участвовала в операции по освобождению Струги, после чего успешно вышла к албанско-югославской границе. 15 ноября участвовала во взятии Кичево, 18 ноября освободила Гостивар и до середины декабря занималась разгромом албанских коллаборационистских отрядов.
7 января 1945 4-я македонско-албанская бригада получила почётное звание ударной. Позднее получила название 7-я македонско-албанская ударная бригада (сербохорв. 7. македонска албанска ударна бригада / 7. makedonska albanska udarna brigada) и перешла в подчинение 42-й Македонской дивизии НОАЮ. Продолжила бои на Сремском фронте: 12 апреля при помощи 12-й Македонской ударной бригады прорвала позиции противника близ Товарника и перешла в наступление. С 14 по 17 апреля с 16-й Македонской ударной бригадой воевала за освобождение Будровцев близ Джаково, 21 апреля 1945 взяла Славонску-Пожегу. Продолжала преследование неприятеля вплоть до Антуновца, Поляне и Загреба.
В бригаде на 1 февраля 1945 служили 2796 человек. В ходе боёв на Сремском фронте погибли 288 солдат. Бригада награждена Орденом братства и единства.

## Командование[5]
- Нафи Сулеймани (командир с 26 августа 1944 по март 1945, заместитель командира с марта 1945)
- Чедомир Джукич (командир с марта 1945)
- Шаин Садику (заместитель командира)
- Кемаль Аголи (политрук)
- Муртеза Пеза (политрук)
- Георгий Банович (политрук с марта 1945)
- Джафер Кодра (политрук с 26 августа 1944 по март 1945, заместитель политрука)
- Димитр Каламата (заместитель политрука с марта 1945)
- Лиман Каба
- Боро Тодоровский (начальник штаба с марта 1945)